# 克雷斯通 (科罗拉多州)
克雷斯通（英語：Crestone），是美国科罗拉多州萨沃奇县下属的一座城市。建市于1902年1月24日，面积大约为0.309平方英里（0.8平方公里）。根据2010年美国人口普查，该市有人口127人。2011年估计该市有人口130人，相比2010年人口增长率为2.36%。同时，论人口该市是科罗拉多州第248大城市。